# Брем (Рейнланд-Пфальц)
Брем (нем. Bremm) — населённый пункт на реке Мозель, община (ортсгемайнде) в Германии, в земле Рейнланд-Пфальц. Входит в состав района Кохем-Целль. Подчиняется управлению Кохем-Ланд. Население составляет 833 человека (на 31 декабря 2010 года). Занимает площадь 9,12 км².
Одно из винодельческих селений региона Мозель, Брем известен виноградником Кальмонт (Calmont) с уровнем наклона 65°, который считается самым крутым (отвесным) виноградником в мире.

## Население
| Год  | Численность | Численность |
| ---- | ----------- | ----------- |
| 1975 | 1013        | [ 5 ]       |
| 2010 | 833         |             |
| 2017 | 768         | [ 1 ]       |
| 2019 | 738         | [ 6 ]       |
| 2021 | 719         | [ 7 ]       |
| 2022 | 735         | [ 8 ]       |
| 2023 | 714         | [ 2 ]       |